# Tschamberhöhle
Die Tschamberhöhle befindet sich in Baden-Württemberg in Rheinfelden Ortsteil Riedmatt des Stadtteils Karsau von Rheinfelden, direkt über dem Rhein. Die Höhle wird von einem Bach, einem Zufluss des Rheins, von Norden nach Süden durchflossen. Sie gehört damit zur Gattung der aktiven Bachhöhlen. Die Höhle liegt im verkarsteten Muschelkalk des Dinkelberges und hat eine Gesamtlänge von 1550 Metern. Der öffentlich begehbare Teil beträgt 600 Meter. Die Tschamberhöhle ist in Deutschland eine von drei Schauhöhlen im Muschelkalk.

## Naturräumliche Aspekte

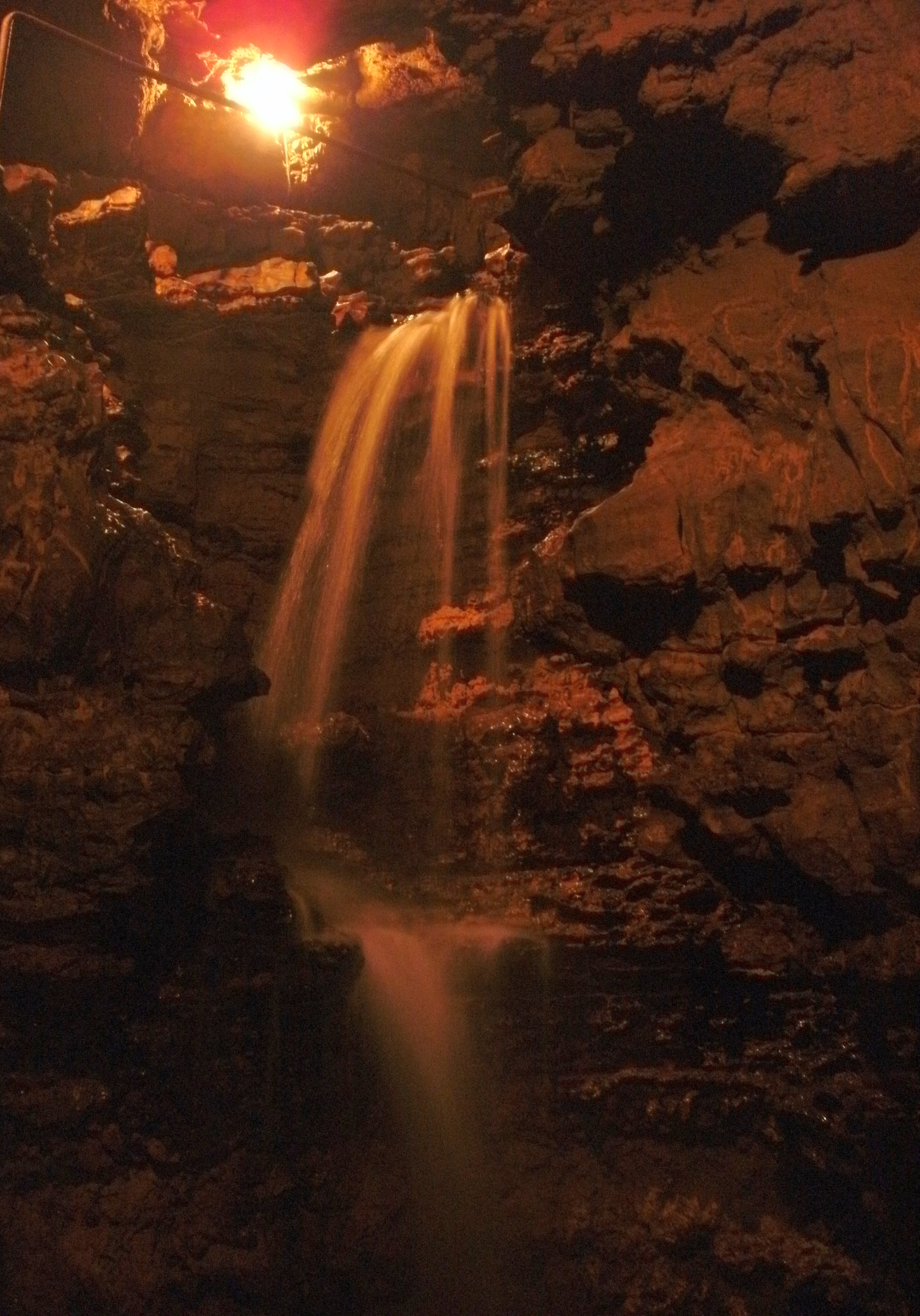
Wasserfall in der Tschamberhöhle

Durch die Tschamberhöhle erreicht ein weitgehend unterirdisch fließender Bach, der einen Teil des stark verkarsteten Dinkelberg-Plateaus entwässert, den Hochrhein. Dessen Erosionskraft hat hier einen steilen Prallhang geschaffen, in dem der Bach einige Meter oberhalb des Rheins ans Tageslicht tritt. Das so konzentrierte Gefälle gibt dem Bach die Kraft, eine schmale unterirdische Klamm in den Fels zu schneiden. Bemerkenswert sind die äußerst vielgestaltigen Strukturen der Höhlenwände. Am Ende des Schauteiles befinden sich eine Quellgrotte und ein sechs mal sechs Meter großes Becken, in das sich ein kräftiger Wasserfall ergießt. Tropfsteine und Sinter findet man typischerweise fast nur im vorderen Teil der Schauhöhle, der nicht mehr vom Bach durchflossen wird. Hier hat der Bach inzwischen einen weiter westlich liegenden Abflussweg zum Rhein gefunden.

## Kulturräumliche Aspekte

### Geschichtliche Entwicklung
Der Eingang des 1839 erwähnten und 1859 als Tropfsteinhöhle bezeichneten Tschamberlochs wurde beim Bau der Hochrheinbahn von Basel nach Singen 1854 zunächst erweitert, dann aber, 1856, verschüttet. Von 1876 bis 1879 wurde nach der Höhle gesucht, doch auch Bohrungen blieben erfolglos. Einige Jahre später wurde die Höhle wiederentdeckt. Seit 1890 ist sie als Schauhöhle auf einer Länge von 560 Metern zu begehen. 1966 wurde eine elektrische Beleuchtung installiert. Bis 2018 wurde die Tschamberhöhle vom Schwarzwaldverein Karsau betrieben, nun führt die WST Rheinfelden (Baden) mit der angegliederten Tourist-Information Rheinfelden den Betrieb weiter.

### Name
Nach Untersuchungen des Heimatforschers Rudolf Steiner rührt der Name nicht, wie traditionell attestiert, vom regional vorkommenden Personennamen Tschamber her, sondern bezieht sich, mundartlich verschliffen, auf den Namen des angrenzenden Gewannes Schambachmatten oder Im Schampbach. Die Schampbacher Höhle, im Alemannischen „d' Schamper Höhli“ wurde mit der Zeit zur Tschamberhöhle.

## Geo-Museum Dinkelberg
Direkt am Zugangsweg zur Tschamberhöhle wurde 2009 in einer früheren Erdgeschosswohnung eines Mehrfamilienhauses das städtische Geo-Museum Dinkelberg eröffnet. Grundstock des Museums ist eine seit 2006 mehrmals öffentlich gezeigte Ausstellung über die Geologie des Dinkelbergs, deren Objekte  Mitglieder der Regionalgruppe Hochrhein-Fricktal in der Vereinigung der Freunde der Mineralogie und Geologie über viele Jahre hinweg zusammengetragen haben. Die von Schautafeln begleitete Ausstellung von Gesteinen, Kristallen und Fossilien aus der Region wurde 2009 der Stadt Rheinfelden (Baden) übergeben, um eine dauerhafte Präsentation zu ermöglichen. Fachlich betreut wird die Ausstellung weiterhin von den Initiatoren.

## Benachbarte Höhlen
- Versteckt oben im Wald liegt etwa einen Kilometer östlich die Nagelfluhhöhle.
- Nicht allzu weit entfernt befindet sich die Erdmannshöhle bei Hasel.
- Im Wald zwischen Riedmatt und Nordschwaben befindet sich das Teufelsloch, mit etwa 75 Metern Tiefe und 200 Metern Länge die größte bekannte Schachthöhle des Dinkelbergs. Sie ist außen durch eine Einsturzdoline sichtbar, jedoch aufgrund des äußerst instabilen, mergeligen Kalkgesteins (Lettenkalk) schwer abzusichern und daher aus Sicherheitsgründen nicht öffentlich zugänglich.